# No Woman, No Cry
"No Woman, No Cry" es una canción reggae popularizada por el jamaicano Bob Marley y The Wailers. A pesar de que la canción alcanzó la fama en 1974, como parte del álbum Natty Dread, quizás es más conocida la versión en directo editada en el álbum Live!, en 1975. De hecho, esta fue la versión que se incluyó en el recopilatorio de grandes éxitos, Legend. La letra de la canción está acreditada a Vincent Ford, sin embargo Bob la escribió y la acreditó a su nombre debido a problemas con la industria discográfica y como agradecimiento por su amistad (Ford le acogió en su comedor social (soup kitchen) cuando no tenía donde ir, le enseñó a tocar sus primeros acordes de la guitarra, etc).
Esta canción ocupa el puesto 37 de la lista de las 500 mejores canciones de todos los tiempos, según la revista Rolling Stone.

## Versiones
La lista de artistas que han versionado la canción es muy amplia: Nina Simone, Wyclef Jean, Murder One, Blues Traveler, O.A.R., Devon Allmans Honeytribe, Joan Báez, Xavier Rudd, Jimmy Buffett, Sumo, Jonathan Butler, Gilberto Gil, Africuya, The Fugees, No Use for a Name, Utada Hikaru, String Cheese Incident, NOFX, Tila Tequila, Leonardo Dantes, Sublime, Boney M, Rancid, Andrés Calamaro, Luca Prodan, Sandra y Celeste (en español), Hugh Masekela, Hedley, Twenty One Pilots, Londonbeat, Jimmy Cliff, Peter Rowan, Bill Bourne, Graham Parker, Keller Williams, Shabu One Shant, Eterna inocencia, Faith Hill con Tim McGraw a dúo, Sean Kingston, el cantante árabe Ali Bahar, Cultura Profética, Matisyahu (con The Wailers en Bonnaroo) y Major Arcana.